# Bill de Blasio
Bill de Blasio (n. Warren Wilhelm, Jr.; pe 8 mai 1961) a fost din 2014 până în 2021 cel de-al CIX-lea și actualul primar al orașului New York.
Din 2010 până în 2013, el a fost în funcția de Avocat Public în New York. La alegerile din 2013 a fost candidatul Partidului Democrat la funcția de primar al orașului New York. Pe 5 noiembrie 2013 de Blasio a câștigat scrutinul pentru primărie cu majoritate zdrobitoare de voturi, acumulând peste 73% din opțiuni. El a fost primul primar Democrat al orașului după 1993.